# Гуйпин
Гуйпи́н (кит. упр. 桂平, пиньинь Guìpíng) — городской уезд городского округа Гуйган Гуанси-Чжуанского автономного района (КНР).

## История
Уезд Гуйпин (桂平县) появился ещё в 502 году, когда эти места входили в состав империи Лян. Во времена империи Тан в 633 году была создана Сюньчжоуская область (浔州), власти которой разместились в уезде Гуйпин. После монгольского завоевания и образования империи Юань Сюньчжоуская область была преобразована в Сюньчжоуский регион (浔州路). После свержения власти монголов и образования империи Мин «регионы» были переименованы в «управы» — так уезд Гуйпин стал местом пребывания властей Сюньчжоуской управы (浔州府). После Синьхайской революции в Китае была проведена реформа структуры административного деления, в ходе которой управы были упразднены, поэтому в 1913 году Сюньчжоуская управа была расформирована.
После вхождения этих мест в состав КНР в конце 1949 года был образован Специальный район Юйлинь (郁林专区) провинции Гуанси, и уезд вошёл в его состав. В 1951 году Специальный район Юйлинь был расформирован, и уезд перешёл в состав Специального района Жунсянь (容县专区).
В 1958 году провинция Гуанси была преобразована в Гуанси-Чжуанский автономный район. Специальный район Жунсянь был расформирован, и уезд перешёл в состав Специального района Юйлинь (玉林专区). В 1971 году Специальный район Юйлинь был переименован в Округ Юйлинь (玉林地区).
Постановлением Госсовета КНР от 18 мая 1994 года уезд Гуйпин был преобразован в городской уезд.
Постановлением Госсовета КНР от 27 октября 1995 года из округа Юйлинь был выделен городской уезд Гуйган, и городской уезд Гуйпин перешёл в его состав.

## Административное деление
Городской уезд делится на 21 посёлок и 5 волостей.

## Экономика
Поселок Мулэ является крупным центром текстильной и швейной промышленности, ежегодно выпуская более 300 млн единиц одежды (включая спортивную форму). По итогам 2023 года объем производства одежды в Мулэ составил 7,46 млрд юаней (1,05 млрд долл. США). По состоянию на 2024 год в Мулэ работало более 500 текстильных и швейных предприятий, в том числе 11 крупных производственных комплексов, в швейной отрасли было занято около 50 тыс. человек.
В Гуйпине расположена крупномасштабная ирригационная система, предназначенная для подачи воды и орошения сельскохозяйственных угодий. Уезд является важным центром выращивания зерна и производства сахара.